# Emilio Vidal
Emilio Vidal Tena (* 2. April 1929 in Alobres) ist ein ehemaliger venezolanischer Radrennfahrer.

## Sportliche Laufbahn
Vidal war im Straßenradsport aktiv und Teilnehmer der Olympischen Sommerspiele 1960 in Rom. Im olympischen Straßenrennen kam er auf den 62. Platz.